# Lucia Demetrius
Lucia Aurora Demetrius, née en 1910 à Bucarest et morte le 29 juillet 1992 dans la même ville, est une romancière, poétesse, dramaturge et traductrice roumaine.

## Biographie
Son père est l'écrivain Vasile Demetrius et sa mère s'appelle Antigona, née Rabinovici .  Son père fréquente le lycée Saint Sava, son camarade de classe Ion G. Duca, devient parrain de Lucia Demetrius. Sa mère, juive baptisée, vit dans une famille nombreuse pauvre. Elle fréquente l'école centrale d'élite Maria Brâncoveanu de 1921 à 1928 ; sa directrice, dont elle devient proche, est la veuve de Barbu Ștefănescu Delavrancea.  Elle est suivie par l' Université de Bucarest, où elle obtient des diplômes en littérature (1931) et en philosophie (1932). Élève au Conservatoire d'art dramatique de 1928 à 1931, elle a pour professeur Ion Manolescu. Elle fait partie du cercle littéraire Sburatorul. Demandant à Ion Martin Sadoveanu de l'aider à trouver un emploi, il l'envoie jouer à Cernăuți, et elle se produit aussi à Brașov et Bucarest, dans des rôles mineurs. 
Lucia Demetrius commence le théâtre avec la compagnie 13+1, fondée par George Mihail Zamfirescu pour qui elle développe un amour non partagé. Trop affectée dans son style pour réaliser son ambition de devenir une actrice à succès, elle quitte la scène après avoir interprété un dernier rôle dans une pièce de Ferdinand Bruckner. En 1934, elle a étudie la philosophie esthétique à Paris, où elle compte rédiger une thèse sous la direction de Charles Lalo, mais rentre en Roumanie : elle est malade et manque d'argent (une bourse promise ne lui est pas parvenue). De 1936 à 1941, elle est employée dans les bureaux de Nicolae Malaxa  et se rend en Italie. Pendant la Seconde Guerre mondiale et les lois anti-juives qui en découlent, elle craint la persécution en raison de ses origines. Bien que son nom soit retiré d'une affiche de théâtre où elle figure comme traductrice, elle est autorisée à rejoindre un grand groupe d'écrivains assistant à l'inauguration du théâtre roumain à Odessa, capitale du gouvernorat de Transnistrie. Au cours de la guerre, elle travaille comme infirmière dans un hôpital pour soldats blessés, situé dans son ancien lycée. De 1944 à 1949, elle enseigne au conservatoire ouvrier, est première secrétaire de presse au ministère de l'Information entre 1946 et 1949, et travaille comme directrice de théâtre à Sibiu, Brașov et Bacău de 1950 à 1952. 
En 1933, elle commence à écrire des articles et des fragments littéraires dans Rampa et Adevărul literar și artist. Elle  soumet des travaux pour Vremea et pour des publications de gauche telles que Cuvântul liber, et des pièces pour Rampa et Evenimentul. Son premier roman est Tinarete, publié en 1936. Publié grâce à l'aide de Camil Petrescu, il est bien évalué par Eugen Lovinescu mais George Călinescu donne un avis défavorable. Ses autres romans seront Marea fugă (1938), Primăvara pe Târnave (vol. I-II, 1960-1963) et Lumea începe cu mine (1968). Sa première pièce, Turneu în provincie, paraît en 1946. Elle devient l'une des dramaturges roumaines les plus prolifiques de son époque, avec Cumpăna (1949), Vadul nou (1951), Premiera (1952), Oameni de azi (1952), Trei generații (1956) et Vlaicu și feciorii lui (1959), entre autres, ainsi qu'un grand nombre d'œuvres en un acte. Grande praticienne du réalisme socialiste, elle est appréciée du régime communiste.  Ses recueils de nouvelles incluent Destine (1939), Album de familie (1945), Oglinda (1957), Nunta Ilonei (1960), Făgăduielile (1964), La ora ceaiului (1970), Întoarcerea la miracol (1974), Te iubesc, viață (1984) et Plimbare în parcul liniștit (1987) ; elle écrit aussi des notes de voyage en 1971, nommées Acuarele. Parmi les auteurs qu'elle a traduits figurent William Shakespeare, Charles Perrault, Gustave Flaubert, Victor Hugo, Honoré de Balzac, Alexandre Dumas, Ivan Turgenev, Guy de Maupassant, Konstantin Stanislavski, Marcel Achard, Vitaly Bianki, Ivan Bunin, Julien Green et Louis Bromfield. Elle remporte le prix Femina en 1936 et le prix d'État en 1951. Ses mémoires, qu'elle a écrites par intermittence entre 1975 et 1991, couvrent plus de 500 pages et paraissent en 2005.